# 渋谷博史
渋谷 博史（しぶや ひろし、1949年4月4日 - 2024年6月25日）は、日本の経済学者、財政学者。東京大学名誉教授、元東京大学社会科学研究所教授。専門は、福祉国家論、アメリカ財政論。アメリカ財政史。

## 経歴
1949年4月4日生まれ。1973年、東京大学経済学部卒業。1977年3月まで商社（三井物産）勤務。1977年4月〜83年3月、東京大学大学院経済研究科博士課程在学。
1983年4月～90年3月、日本証券経済研究所に勤務。同研究所在籍中の1985年、博士論文『戦後アメリカ財政の論理』により経済学博士（東京大学）の学位を授与される。1986年、博士論文を大幅に書き改めた『現代アメリカ財政論』（御茶の水書房）を出版し、1987年度日米友好基金賞を受賞する。
米国ペンシルバニア大学及び国際通貨基金客員研究員、米国メリーランド大学客員研究員を経て、1990年、東京大学社会科学研究所助教授、92年同教授。
主著に、前記『現代アメリカ財政論』のほか、『レーガン財政の研究』（東京大学出版会、1992年）、『現代アメリカ連邦税制史』（丸善、1995年）、『20世紀アメリカ財政史』全３巻（東京大学出版会、2005年）。2015年より、東京大学名誉教授。2024年6月25日逝去。

## 受賞
- 1987年 日米友好基金賞：著書『現代アメリカ財政論』[1]
- 2024年 従四位・瑞宝中綬章（没後追贈）[4]

## 著作

### 単著
- 『現代アメリカ財政論』（御茶の水書房、1986年）
- 『レーガン財政の研究』（東京大学出版会、1992年）
- 『現代アメリカ連邦税制史――審議過程と議会資料』（丸善、1995年）
- 『20世紀アメリカ財政史（1）パクス・アメリカーナと基軸国の税制』（東京大学出版会、2005年）
- 『20世紀アメリカ財政史（2）「豊かな社会」とアメリカ型福祉国家』（東京大学出版会、2005年）
- 『20世紀アメリカ財政史（3）レーガン財政からポスト冷戦へ』（東京大学出版会、2005年）
- 『日本の福祉国家財政』（学文社、2008年）
- 『福祉国家と地域と高齢化』（学文社、2009年／改訂版2014年）
- 『21世紀日本の福祉国家財政』（学文社、2012年／2版2014年）
- 『トランプ財政とアメリカ第一主義』（東京大学出版会、2023年）
- 『アメリカ「小さな政府」のゆくえ: トランプ、バイデンに継承されるオバマの決断』（勁草書房、2024年）

### 単編著
- 『アメリカ・モデル福祉国家Ⅱ：リスク保障に内在する格差』（昭和堂、2010年）
- 『アメリカ・モデルとグローバル化Ⅰ：自由と競争と社会的階段』（昭和堂、2010年）
- 『アメリカ・モデルの企業と金融』（昭和堂、2011年）

### 共編著
- （北條裕雄・井村進哉）『日米の金融規制の再検討』（日本経済評論社、1995年）
- （井村進哉・中浜隆）『日米の福祉国家システム――年金・医療・住宅・地域』（日本経済評論社、1997年）
- （丸山真人・伊藤修）『市場化とアメリカのインパクト――戦後日本経済社会の分析視角』（東京大学出版会、2001年）
- （井村進哉・花崎正晴）『アメリカ型経済社会の二面性――市場論理と社会的枠組』（東京大学出版会、2001年）
- （内山昭・立岩寿一）『福祉国家システムの構造変化――日米における再編と国際的枠組み』（東京大学出版会、2001年）
- （首藤惠・井村進哉）『アメリカ型企業ガバナンス――構造と国際的インパクト』（東京大学出版会、2002年）
- （渡瀬義男・樋口均）『アメリカの福祉国家システム――市場主導型レジームの理念と構造』（東京大学出版会、2003年）
- （岡本英男・藤沢利治・池上岳彦・芳賀 健一）『国民国家システムの再編』（御茶の水書房、2003年）
- （平岡公一）『講座福祉社会（11）福祉の市場化をみる眼――資本主義メカニズムとの整合性』（ミネルヴァ書房、2004年）
- （安部雅仁・櫻井潤）『地域と福祉と財政』（学文社、2005年／増補版2006年）
- （渡瀬義男）『アメリカの財政と福祉国家（1）アメリカの連邦財政』（日本経済評論社、2006年）
- （前田高志）『アメリカの財政と福祉国家（2）アメリカの州・地方財政』（日本経済評論社、2006年）
- （中浜隆）『アメリカの財政と福祉国家（3）アメリカの年金と医療』（日本経済評論社、2006年）
- （C・ウェザーズ）『アメリカの財政と福祉国家（4）アメリカの貧困と福祉』（日本経済評論社、2006年）
- （立岩寿一・樋口均）『地域経済と福祉』（学文社、2006年）
- （秋山義則・前田高志）『アメリカの州・地方債』（日本経済評論社、2007年）
- （水野謙二・櫻井潤）『地域の医療と福祉』（学文社、2007年）
- （根岸毅宏・木下武徳）『社会保障と地域』（学文社、2008年／2版2011年）
- （樋口均・櫻井潤）『グローバル化と福祉国家と地域』（学文社、2010年）
- （中浜隆）『アメリカ・モデル福祉国家Ⅰ：競争への補助的階段』（昭和堂、2010年）
- （塙武郎）『アメリカ・モデルとグローバル化Ⅱ：「小さな政府」と民間活用』（昭和堂、2010年）
- （田中信行・荒巻健二）『アメリカ・モデルとグローバル化Ⅲ：外的インパクトと内生要因の葛藤』（昭和堂、2010年）
- （片山泰輔）『アメリカの芸術文化政策と公共性』（昭和堂、2011年）
- （根岸毅宏）『アメリカの分権と民間活用』（日本経済評論社、2012年）
- （河崎信樹・田村太一）『世界経済とグローバル化』（学文社、2013年）
- （根岸毅宏・塚谷文武）『福祉国家と地方財政』（学文社、2014年）
- （塚谷文武・橋都由加子・長谷川千春・久本貴志）『福祉国家と地方財政ー新版』（学文社、2021年）